# 廣播金鐘獎少年節目主持人獎得獎列表
廣播金鐘獎少年節目主持人獎是由文化部影視及流行音樂產業局在臺灣舉辦的現行頒發獎項。

## 歷屆得獎暨入圍名單
|  | 獲獎者 |
|  |        |

### 兒童少年節目主持人獎（第39屆）
| 年度 （屆數）   | 廣播作品                                          |
| --------------- | ------------------------------------------------- |
| 2004 （第39屆） | 徐若彧（徐嬿）／《國民教育委員會》／漢聲台北台    |
| 2004 （第39屆） | 曾祐瑜／《怎麼說都通》／中央電台                  |
| 2004 （第39屆） | 施秀芬（金笛）／《與我同行─藝文之旅》／復興台北台 |
| 2004 （第39屆） | 洪勻婷／《校園青春錄》／中台灣電台                |
| 2004 （第39屆） | 張翰揚／《青春學堂》／正聲宜蘭台                  |

### 兒童少年節目主持人獎（第44屆～第45屆）
| 年度 （屆數）   | 廣播作品                                                                         |
| --------------- | -------------------------------------------------------------------------------- |
| 2009 （第44屆） | 史麥麗婆婆(陳惠芳)、漢堡哥哥、布丁姐姐／《當我們童在一起》／財團法人中央廣播電臺 |
| 2009 （第44屆） | 方翔／《小手牽大手》／正聲廣播股份有限公司臺北調頻廣播電臺                       |
| 2009 （第44屆） | 亞喬姐姐(彭亞喬)、彥如姐姐(陳彥如)／《童話夢工廠》／環宇廣播事業股份有限公司     |
| 2009 （第44屆） | 瑩瑩(鄒瑩瑩)／《生命小太陽》／正聲廣播股份有限公司臺北調頻廣播電臺               |
| 2009 （第44屆） | 燕子(賴素燕)／《少年哈科學》／國立教育廣播電臺                                   |
| 2010 （第45屆） | 小茱姐姐【施賢琴】／《嗚哩哇啦尋寶隊》／國立教育廣播電臺彰化分臺                 |
| 2010 （第45屆） | 王秀芳、馮羿錡、馮羿樺／《親子不打烊》／財團法人慈濟傳播人文志業基金會           |
| 2010 （第45屆） | 方翔／《小手牽大手》／正聲廣播股份有限公司臺北調頻廣播電臺                       |
| 2010 （第45屆） | 林利【林錦慧】／《小蕃薯列車》／高雄廣播電臺                                     |
| 2010 （第45屆） | 瑩瑩【鄒瑩瑩】／《生命小太陽》／正聲廣播股份有限公司臺北廣播電臺                 |

### 少年節目主持人獎（第46屆～至今）
| 年度 （屆數）   | 廣播作品                                                                              |
| --------------- | ------------------------------------------------------------------------------------- |
| 2011 （第46屆） | 徐嬿【徐若彧】／《國民教育委員會》／漢聲廣播電臺臺北總臺                              |
| 2011 （第46屆） | 施賢琴／《青春e起飛》／財團法人中央廣播電臺                                           |
| 2011 （第46屆） | 唐妮【吳文嫦】、季潔【蔡宜穎】、張敬【張維斌】／《音樂超優SHOW》／國立教育廣播電臺    |
| 2011 （第46屆） | 葉李華、珊珊【呂明珊】／《科科創意研究室》／漢聲廣播電臺臺北總臺                      |
| 2011 （第46屆） | 燕子【賴素燕】／《少年哈科學》／國立教育廣播電臺                                      |
| 2012 （第47屆） | 蕭曼屏／《少年科學週報》／國立教育廣播電臺                                            |
| 2012 （第47屆） | Yuka【陳君慈】／《青春好Young》／正聲廣播股份有限公司臺北廣播電臺                     |
| 2012 （第47屆） | 宥耣、米利恩／《科學飛行船》／內政部警政署警察廣播電臺臺北總臺                        |
| 2012 （第47屆） | 施賢琴／《青春e起飛》／財團法人中央廣播電臺                                           |
| 2012 （第47屆） | 梁兄哥【梁明達】／《好YOUNG！青春GO GO GO》／正聲廣播股份有限公司臺中廣播電臺         |
| 2013 （第48屆） | 何方【陳晞】／《你facebook了嗎》／復興廣播電臺                                        |
| 2013 （第48屆） | 珍珍、鐵雄／《少年法律特搜隊》／臺北廣播電臺                                          |
| 2013 （第48屆） | 宥耣、Annie／《青春young學堂》／內政部警政署警察廣播電臺總臺                          |
| 2013 （第48屆） | 施賢琴／《青春e起飛》／財團法人中央廣播電臺                                           |
| 2013 （第48屆） | 唐妮【吳文嫦】、季潔【蔡宜穎】、張敬【張維斌】／《少年超優SHOW》／國立教育廣播電臺    |
| 2014 （第49屆） | 唐妮【吳文嫦】、季潔【蔡宜穎】／《少年超優Show》／國立教育廣播電臺                    |
| 2014 （第49屆） | 小茉莉【高碧霞】、古魯【李齊郡】／《部落向前行-古魯回部落》／國立教育廣播電臺花蓮分臺 |
| 2014 （第49屆） | 宥耣【陳宥耣】、Annie【李珮綾】／《青春young學堂》／內政部警政署警察廣播電臺總臺      |
| 2014 （第49屆） | 洪嘉勵／《少年大法師》／國立教育廣播電臺高雄分臺                                      |
| 2014 （第49屆） | 雷恩【黃建鈞】／《青春Line一下》／正聲廣播股份有限公司臺北廣播電臺                    |
| 2015 （第50屆） | 鄭晴、芳君／《翻轉地圖》／內政部警政署警察廣播電臺                                    |
| 2015 （第50屆） | aya／《科學這Young Fun》／國立教育廣播電臺                                            |
| 2015 （第50屆） | 季潔【蔡宜穎】／《MIT職人寫真集》／國立教育廣播電臺                                   |
| 2015 （第50屆） | 珍珍、鐵雄／《少年法律特搜隊》／臺北廣播電臺                                          |
| 2015 （第50屆） | 施賢琴／《青春e起飛》／財團法人中央廣播電臺                                           |
| 2016 （第51屆） | 鄭晴、曹文娟／《小太陽的天空》／內政部警政署警察廣播電臺                              |
| 2016 （第51屆） | 珍珍【林偉華】、鐵雄／《少年法律特搜隊》／臺北廣播電臺                                |
| 2016 （第51屆） | 宥耣／《進擊YOUNG少年》／歡樂廣播事業股份有限公司                                     |
| 2016 （第51屆） | 徐嬿【徐若彧】／《Weekend！瘋校園》／復興廣播電臺                                     |
| 2016 （第51屆） | 蘇菲蘇【蘇文妍】／《Amazing小宇宙》／高雄廣播電臺                                     |
| 2017 （第52屆） | 唐薇【林美吟】、鄭晴【鄭雅卿】／《今天誰當家》／內政部警政署警察廣播電臺              |
| 2017 （第52屆） | 吉姆、愛麗絲【林偉華】／《聽青春在唱歌》／臺北廣播電臺                                |
| 2017 （第52屆） | 施賢琴、蘇弘曆／《就要讀享青春》／財團法人中央廣播電臺                                |
| 2018 （第53屆） | 唐妮【吳文嫦】、季潔【蔡宜穎】、張敬【張維斌】／《少年超優SHOW》／國立教育廣播電臺    |
| 2018 （第53屆） | 古雅晴／《原青想怎樣》／財團法人原住民族文化事業基金會                                |
| 2018 （第53屆） | 吳若權／《青春好好Young》／財團法人富邦文教基金會                                     |
| 2018 （第53屆） | 李維真／《少年公民向前行》／財團法人中央廣播電臺                                      |
| 2018 （第53屆） | 林靜君／《哲學Café》／國立教育廣播電臺                                                |
| 2019 （第54屆） | K博士【錢偉鈞】、小魚【邱珮瑜】／《Crazy實驗室》／國立教育廣播電臺                    |
| 2019 （第54屆） | 季潔【蔡宜穎】／《技職ＭＶＰ》／國立教育廣播電臺                                      |
| 2019 （第54屆） | 飛飛【王蕙萱】、泡泡【施雅菱】、徐蘋【徐豫梅】／《青春影情讚》／復興廣播電臺          |
| 2019 （第54屆） | 黃東秋、張琦蓁、李永年／《Alian理財學院之理財集會所》／財團法人原住民族文化事業基金會 |
| 2019 （第54屆） | 鄭立明、廖南瑛／《青年轉動全球》／國立教育廣播電臺                                    |
| 2020 （第55屆） | 端端【陳端慧】／《青春創學院》／國立教育廣播電臺                                      |
| 2020 （第55屆） | Polo【陳歆翰】、柚仔【林品貝】／《臺灣文武爿》／財團法人中央廣播電臺                  |
| 2020 （第55屆） | 季潔【蔡宜穎】／《技職MVP》／國立教育廣播電臺                                         |
| 2020 （第55屆） | 柯華葳、游婷雅／《閱讀推手》／好家庭廣播股份有限公司                                  |
| 2020 （第55屆） | 鄭晴【鄭雅卿】、蔣蓉【施旭治】／《發現新鮮「市」》／內政部警政署警察廣播電臺          |
| 2021 （第56屆） | 阿芹妹【鍾依芹】、阿凱翔【張凱翔】／《耳公探險隊》／財團法人客家公共傳播基金會        |
| 2021 （第56屆） | k博士【錢偉鈞】、小魚【邱珮瑜】／《Crazy實驗室》／國立教育廣播電臺                    |
| 2021 （第56屆） | 季潔【蔡宜穎】／《技職ＭＶＰ》／國立教育廣播電臺                                      |
| 2021 （第56屆） | 屠潔／《開箱職人bar》／財團法人中央廣播電臺                                           |
| 2021 （第56屆） | 葳葳【黃薰葳】／《青春幫幫忙》／正聲廣播股份有限公司                                  |
| 2022 （第57屆） | 妹將【曾止妤】、張柏謙／《愛思客Me》／財團法人客家公共傳播基金會                      |
| 2022 （第57屆） | 吳若權／《青春好好Young》／財團法人富邦文教基金會                                     |
| 2022 （第57屆） | 阿芹妹【鍾依芹】、阿凱翔【張凱翔】／《耳公探險隊》／財團法人客家公共傳播基金會        |
| 2022 （第57屆） | 廖南瑛、Luca【陳宣翰】／《青年轉動全球》／國立教育廣播電臺                            |
| 2022 （第57屆） | 端端【陳端慧】／《青春創學院》／國立教育廣播電臺                                      |
| 2023 （第58屆） | 倫瑆【郭倫瑆】／《Chill是青春》／高雄廣播電臺                                         |
| 2023 （第58屆） | K博士【錢偉鈞】、亮亮【黃筠庭】／《Crazy實驗室》／國立教育廣播電臺                    |
| 2023 （第58屆） | 季潔【蔡宜穎】／《Young Dreamer》／國立教育廣播電臺                                   |
| 2023 （第58屆） | 阿凱翔【張凱翔】、阿芹妹【鍾依芹】／《耳公探險隊》／財團法人客家公共傳播基金會        |
| 2023 （第58屆） | 蘇菲蘇【蘇文妍】／《繪聲繪影走讀趣》／高雄廣播電臺                                    |
| 2024 （第59屆） | 妞妞【柳心詠】、妞爸【柳子駿】／《欸，確定這可以說嗎？》／財團法人佳音廣播電台        |
| 2024 （第59屆） | K博士【錢偉鈞】、亮亮【黃筠庭】／《Crazy實驗室》／國立教育廣播電臺                    |
| 2024 （第59屆） | 季潔【蔡宜穎】、小五【詹昀叡】／《FUN SONG 技職》／國立教育廣播電臺                   |
| 2024 （第59屆） | 曾偉旻／《野球風雲》／財團法人中央廣播電臺                                            |
| 2024 （第59屆） | 蘇菲蘇【蘇文妍】／《繪聲繪影走讀趣》／高雄廣播電臺                                    |
| 2025 （第60屆） |                                                                                       |
|                 |                                                                                       |
|                 |                                                                                       |
|                 |                                                                                       |
|                 |                                                                                       |

## 外部連結
- 廣播電視金鐘獎官方網站 （页面存档备份，存于）
- 歷屆廣播金鐘獎得獎入圍名單 （页面存档备份，存于），文化部影視及流行音樂產業局